# Prospekt's March/Poppyfields
Prospekt's March/Poppyfields son dos canciones de la banda de rock alternativo Coldplay que aparecen en su EP del 2008, Prospekt's March como la pista número 5. La primera canción Prospekt's March es la parte acústica, con sintentizadores en modo ambient y letra, mientras que Poppyfields es la pequeña parte instrumental. No fueron lanzadas como sencillos; sin embargo, se tenía pensado incluirlas dentro del disco Viva la Vida or Death and All His Friends, pero al final no sucedió porque la banda consideraba completo el álbum.

## Grabación y composición
La pista está compuesta por dos canciones distintas, al igual que Lovers in Japan/Reign of Love del mismo disco, dispuestas a modo de medley. La banda una vez explicó que una de las razones para poner dos canciones en la misma pista era agregar un poco de valor.
El nombre Poppyfields fue revelado en septiembre de 2007 cuando Coldplay publicó una nota firmada como Prospekt. El nombre Prospekt's March apareció por primera vez en diciembre del mismo año, firmada bajo el mismo pseudónimo.

## Presentaciones en vivo
La canción nunca se ha interpretado formalmente en un concierto, sin embargo, existe un video en YouTube donde la banda las interpreta durante una prueba de sonido previo a un concierto del Viva la Vida Tour.

## Posiciones en lista
| Lista (2008)                       | Posición |
| ---------------------------------- | -------- |
| Lista de Sencillos del Reino Unido | 182      |
| Lista de Sencillos Finlandia       | 8        |